# Roodborstheremietkolibrie
De roodborstheremietkolibrie (Glaucis hirsutus) is een vogel uit de familie Trochilidae (kolibries).

## Verspreiding en leefgebied
Deze soort komt voor van Panama tot zuidoostelijk Brazilië en telt twee ondersoorten:
- G. h. insularum: Grenada en Trinidad en Tobago.
- G. h. hirsutus: van Panama en westelijk Colombia via Venezuela en de Guiana's tot Brazilië en noordelijk Bolivia.

## Status
De grootte van de populatie is in 2019 geschat op 5-50 miljoen volwassen vogels. Op de Rode lijst van de IUCN heeft deze soort de status niet bedreigd.  